# 44 M. buzogányvető
A 44 M. buzogányvető magyar fejlesztésű kilövőállvány, amely  kumulatív hatású páncéltörő rakéta („buzogány”) és repeszhatású, gyalogság elleni rakéta („zápor”) kilövésére szolgál. Szálasi-röppentyű néven is ismert.

## 44M Buzogányvető (Szálasi-röppentyű)
Elsőként a magyar ejtőernyős alakulatokat fegyverezték fel vele.
A géppuska-irányzékkal szerelt fegyver 200 m távolságon 200 mm páncélzat átütésére volt képes. Repesz-romboló lövedéket is rendszeresítettek hozzá, amellyel 1200 méter távolságra tüzelhetett. A rakéták kilövése két egymás mellett elhelyezett 700 mm hosszú, 100 mm átmérőjű vetőcsőből történt. Az 1100 mm hosszú rakétalövedék tömege 27 kg volt. A 100 kg tömegű eszközt zsákmányolt Szokolov-féle kerekes lövegtalpon, telepített állapotban talpakkal stabilizálták.

## Telepíthetőség
- Gorjunov géppuska taligára szerelve
- Eketaligára szerelve
- Háromlábú indítóállványra szerelve
- Botond tehergépkocsi platóján
- Toldi alvázon
- Krupp Protze teherautóról